# عصام عبد الفتاح (حكم)
عصام عبد الفتاح حكم كرة قدم دولي اعتزل التحكيم عام 2010 بعد بطولة الأمم الافريقيه 2010 ولد في يوم 30 ديسمبر سنة 1965 في محافظة بني سويف ويعمل طيار بالقوات الجوية المصرية. أول مباراة دولية قام بإدارتها كانت عام 2003 بين المغرب وسيراليون، أدار أيضا مباراة كرة القدم بين منتخب أستراليا ومنتخب اليابان عام 2006.

## بطولة أمم أفريقيا 2010
قرر الاتحاد الأفريقي لكرة القدم اختيار الدولي المصري عصام عبد الفتاح لإدارة مباراة افتتاح بطولة كأس الأمم الأفريقية 2010 أنغولا والتي ستجمع بين كل من منتخب أنغولا مستضيف البطولة ومنتخب مالي في إطار الجولة الأولى من المجموعة الأولى والتي تضم مالاوى والجزائر إلى جانب منتخب أنغولا ومنتخب مالي.

## روابط خارجية
- عصام عبد الفتاح على موقع Soccerway.com (الإنجليزية)